# Liriomyza alticola
Liriomyza alticola är en tvåvingeart som beskrevs av Singh och Ipe 1973. Liriomyza alticola ingår i släktet Liriomyza och familjen minerarflugor. Inga underarter finns listade i Catalogue of Life.